# Antena adaptacyjna
Antena adaptacyjna – układ antenowy, którego zadaniem jest naprowadzenie wiązki głównej stacji bazowej na aktualne położenie ruchomego terminala użytkownika (UE) i podążanie z położeniem wiązki wraz z jego ruchem w czasie rzeczywistym. Zaletą takiego rozwiązania jest ograniczenie zakłóceń interferencyjnych, lepsze wykorzystanie widma oraz poprawa efektywności energetycznej systemu.
System antenowy tego typu składa się z pewnej liczby elementów antenowych połączonych z urządzeniem radiowym za pomocą procesora adaptacyjnego, gdzie przetwarzane są sygnały wejściowe. Na wyjściu sygnał musi spełniać kryterium adaptacyjne:
- SNIR (Signal to Noise Interference Ratio) - stosunek sygnału użytecznego do sumarycznej wartości sygnałów zakłócających wraz z szumami,
- LMS (Least Mean Square) - kryterium minimalnej wartości błędu średniokwadratowego pomiędzy sygnałem sumacyjnym a sygnałem odniesienia[1].

Anteny adaptacyjne stosowane są np. w radiolokacji, to wciąż nie są powszechne w telefonii komórkowej. Zastosowanie technologii anten adaptacyjnych w telefonii komórkowej leży w obszarze zainteresowań dostawców sprzętu telekomunikacyjnego. Teoria anten adaptacyjnych jest znana od lat, natomiast dopiero obecnie wydajność procesorów zapewniła obróbkę sygnału w czasie rzeczywistym pozwalając na dalszy rozwój technologii. Technologia anten adaptacyjnych jest kolejnym etapem rozwoju sieci komórkowych i jest przede wszystkim przeznaczona do zastosowania w sieciach LTE (są próby dla HSPA+). Dynamiczne formowanie wiązki umożliwia dobór optymalnego kierunku transmisji i odbioru sygnału dopasowanego do aktualnych warunków propagacyjnych. W antenach adaptacyjnych stosowane są różne poziomy inteligencji: od stosunkowo prostego przełączania pomiędzy predefinowanymi wiązkami po optymalne formowanie wiązki wraz z optymalizacją kształtu charakterystyki w płaszczyźnie poziomej lub pionowej. Anteny adaptacyjne pozwalają na zwiększenie efektywności wykorzystania pasma i docelowo obniżenie poziomu zużycia energii. Rozwiązania softwarowe stosowane w antenach adaptacyjnych bazują na koncepcji zwiększenia efektywności w dwóch obszarach: selektywnej transmisji w kierunku do UE (downlink) i selektywnego odbioru (uplink). Do rozwiązań poprawiających efektywność łącza do UE zalicza się: podział sektora obsługiwanego przez antenę na pod-obszary (zarówno z ponownym wykorzystaniem zasobów radiowych, jak i bez ponownego wykorzystania nośnych), przełączanie wiązek w płaszczyźnie poziomej lub pionowej, dobór pochylenia wiązki dla użytkownika UST (user specyfic tilt) bazujący na wyborze jednej z predefinowanych wiązek o ustalonym kącie nachylenia w płaszczyźnie pionowej. Do rozwiązań poprawiających efektywność łącza od UE (uplink) zalicza się mechanizmy formowania charakterystyki odbiorczej bazujące na post-procesingu wielodrogowego sygnału odbieranego przez zintegrowane elementy radiowe.